# Lorenzen Wright
Lorenzen Vern-Gagne Wright (* 4. November 1975 in Memphis, Tennessee; † Juli 2010 ebenda) war ein US-amerikanischer Basketballspieler, der in der NBA aktiv war.

## NBA
Wright spielte 13 Jahre in der NBA. Seine Karriere begann bei den Los Angeles Clippers, für die er drei Jahre aktiv war. 1999 wechselte er zu den Atlanta Hawks. 2001 folgte ein Trade in seine Heimatstadt Memphis. Für die Grizzlies spielte er fünf Jahre. Hier hatte er auch seine erfolgreichste Zeit. Er durfte öfter als Starter spielen und erreichte mit den Grizzlies zwischen 2004 und 2006 dreimal die Playoffs in Folge. 2006 kehrte er zu den Hawks zurück, konnte jedoch nicht mehr an seine früheren Leistungen anknüpfen. 2008 wurde er als Teil eines Trade um Mike Bibby zu den Sacramento Kings transferiert. Seine letzte NBA-Station waren die Cleveland Cavaliers. In seiner Karriere kam Wright auf 8,0 Punkte und 6,4 Rebounds in 778 absolvierten Spielen, davon 447 als Starter.

## Tod
Wright verschwand am 18. Juli 2010 mit einem großen Geldbetrag spurlos. Am 22. Juli wurde er von seiner Familie als vermisst gemeldet. Ein letztes Lebenszeichen ging am 19. Juli in der Notrufzentrale ein. Dieses sendete Wright von seinem Handy, ohne etwas zu sagen, ehe die Leitung nach zehn Schüssen abbricht. Er soll vorher zwei Autos an einen Mann verkauft haben, der Kontakte zum Drogenring in Memphis haben soll und Verdächtiger in sechs Mordfällen war. Wrights Leiche wurde am 28. Juli in einem Wald in der Nähe von Memphis gefunden. Der Tod Wrights wurde erst 7 Jahre später aufgeklärt, nachdem man eine Pistole in einem nahegelegenen See fand. Diese konnte mithilfe der Hülsen als Tatwaffe identifiziert und dem besten Freund von Lorenzens Ex-Frau, Billy Ray Turner, zugeordnet werden. Billy Ray Turner als Mörder und Sherra Wright als Mittäterin würden kurz darauf für Mord verhaftet. Das genaue Datum des Todes ist unbekannt. Wright hinterließ sechs Kinder.